# Кіс Ольга Володимирівна
Ольга Володимирівна Кіс (нар. 5 листопада 1961, с. Ясенівці Золочівський район Львівська область Україна) — українська поетеса, драматургиня,редакторка, перекладачка, громадська діячка, членкиня Національної спілки письменників України (2000). Проживає в Ясенівцях.

## Життєпис
Навчалася у СШ №1 м. Золочева, яку закінчила у 1978 році. Опісля було навчання на біологічному факультеті Чернівецького державного університету, по закінченні якого (1983) працювала вчителькою біології у Глинянській школі та СШ №1 м. Золочева. Була директором Будинку школяра, завідувачем відділу реєстрації актів громадянського стану Золочівської райдержадміністрації. Працювала редакторкою "Парафіяльного вісника" при Золочівському монастирі отців Василіян та бібліотекаркою музею-заповідника "Золочівський замок". Протягом 2005-2016 років займала посаду наукової редакторки видавництва "Місіонер" (Львів), 2016-2019 рр. - начальниці відділу організаційної роботи, інформаційної діяльності та комунікації з громадськістю Золочівської РДА, з 2017 р. - голови Золочівської районної організації "Союзу Українок".

## Творчість
«Поезія Ольги Кіс — це самобутнє явище сучасної української літератури з її величезним розмаїттям творчих голосів і художніх тенденцій… ЇЇ поетичні твори органічно поєднують міфологічну глибину осягнення світу, щемку суголосність драматичним викликам доби, побутову замальовку, крізь яку просвічує вічність»
Прем'єра п'єси «Мій Роден» відбулася 17 листопада 2017 року у Національний академічний український драматичний театр імені Марії Заньковецької у Львові.
Авторка гімну Золочівського району «Слався, Золочівщино». На вірш О. Кіс «Вітчизни дим» Павло Дворський написав музику; також створено низку духовних пісень композиторами Г. Мартинюк та Теодором Кукурузою.

### Окремі видання
- Кіс О. Галера суєти [Текст]: поезії / Ольга Кіс. — Львів: Каменяр, 1998. — 62 с., іл.
- Кіс О. Спів німої хористки [Текст]: вірші / Ольга Кіс. — Львів: Кальварія, 2004. — 107 с.
- Кіс О. Тривання таїни (2010)
- Кіс О. Слугині світла (2012)
- Кіс О. Гошів: історія Ясної Гори і Чудотворної ікони [Текст] / Ольга Кіс. — Жовква: Місіонер, 2016. — 136 с.
- Кіс О. Числа пророчі [Текст]: вибране / Ольга Кіс. — Київ: Ярославів вал, 2016. — 200 с., іл.
- Кіс О. Пристрасті за метеликом. Мій Роден. Гра в імена [Текст]: п'єси / Ольга Кіс. — Дрогобич: Коло, 2020. — 111 с.

### Твори у збірниках та періодичних виданнях
- Кіс О. Ваніль, шафран, кров [Текст]  / Ольга Кіс // Народне слово. — 2021. — 15 квітня, 22 квітня, 13 травня, 20 травня.
- Кіс О. Вибрані поезії [Текст] / Ольга Кіс // Шашкевичів край: [альманах] / літ. ред. Г. Пославська. — Львів: Манускрипт-Львів, 2018. — С. 20-23.
- Кіс О. Поезії [Текст] / Ольга Кіс // Народне слово. — 2019. — 22 серпня. — С. 4.
- Кіс О. Така мода [Текст]: поезія // Ольга Кіс // Дзвін. — 2019. — № 11-12. — С. 111—115.
- Кіс О. Вірші / Ольга Кіс // Свічадо світу / Огледалото на светот: антологія сучасної українсько-македонської поезії. — Київ, Друкарський двір Олега Федорова, 2020. — 368 с.[5]

## Нагороди
- Лауреат обласної премії у галузі літератури ім. М. Шашкевича, Всеукраїнської літературної премії «Благовіст», Міжнародної мистецько-літературної премії ім. П. Куліша (2019)[4], фіналіст Міжнародної літературної премії короткої прози імені Василя Портяка (2021)[6]
- Нагороджена медаллю Національної Спілки письменників України «Почесна відзнака».